# Linda veut du poulet !
Pour plus de détails, voir Fiche technique et Distribution.
Linda veut du poulet ! est un film d'animation franco-italien réalisé par Chiara Malta et Sébastien Laudenbach et sorti le 18 octobre 2023. 
Le film est une comédie familiale avec pour thème l'enfance et les relations enfants-adultes. 

## Synopsis
Pour se faire pardonner, Paulette promet à sa fille Linda, 8 ans, de cuisiner du poulet aux poivrons, comme le faisait son père, mort quand Linda était bébé. Mais à cause d'une grève générale, il n'est pas facile de trouver un poulet. Heureusement sa famille, ses amies et finalement tout son quartier vont aider Linda.

## Fiche technique
- Titre original : Linda veut du poulet !
- Réalisation et scénario : Chiara Malta et Sébastien Laudenbach
- Musique : Clément Ducol
- Décors : Margaux Duseigneur
- Montage : Catherine Aladenise
- Son : Erwan Kerzanet, Carolina Santana et Olivier Guillaume.
- Production : Marc Irmer
  - Coproduction : Pierre Baussaron, Emmanuel-Alain Raynal et Flaminio Zadra
- Sociétés de production : Dolce Vita Films et Miyu Productions
  - SOFICA : Cinémage 16 et Indéfilms 9
- Société de distribution : Gebeka Films
- Budget : 2,6 millions d'euros
- Pays de production :  France et  Italie
- Langue originale : français
- Format : couleur — 2,35:1
- Genre : animation, comédie
- Durée : 73 minutes
- Dates de sortie :
  - France : 20 mai 2023 (Festival de Cannes)[2] ; 18 octobre 2023 (sortie nationale)

## Distribution
- Mélinée Leclerc : Linda
- Clotilde Hesme : Paulette, la mère de Linda
- Lætitia Dosch : Astrid, la sœur aînée de Paulette
- Estéban : Serge, l'agent de police débutant
- Patrick Pineau : Jean-Michel, le chauffeur du camion
- Claudine Acs : Mémé, la mère de Jean-Michel
- Scarlett Cholleton : Annette, la fille qui prête à Linda son nouveau béret
- Alenza Dus : Carmen, la meilleure amie de Linda
- Anais Weller : Afia, une copine de Linda

## Production
Dolce Vita Films (FR), Miyu Productions (FR), Palosanto Films (IT). En coproduction avec France 3 cinéma.

## Animation
L'animation a été réalisée par le studio Miyu d'Angoulême pendant 18 mois, en animation 2D traditionnelle « très dessinée ».

## Sortie

### Accueil critique
La critique de France Info est très positive : « Avec des dialogues rafraîchissants, des situations irrévérencieuses et un univers graphique sensuel et chatoyant, Chiara Malta et Sébastien Laudenbach nous offrent véritablement un pur moment de bonheur ».

## Distinctions

### Récompenses
- Festival international du film d'animation d'Annecy 2023 : Cristal du long métrage[4] et Prix Fondation Gan à la diffusion
- Festival international du film francophone de Namur 2023 : Prix du meilleur scénario
- Festival du film de Turin 2023 : Prix du meilleur scénario[5]
- Festival international du film de Guadalajara 2023 : Prix du meilleur film d'animation[5]
- César 2024 : Meilleur film d'animation[5]

### Sélections
- Festival de Cannes 2023 : ACID[2]
- Festival de Locarno 2023 : Film d'ouverture Piazza Grande